# メスドン＝シュル＝セーヴル
メスドン＝シュル＝セーヴル （Maisdon-sur-Sèvre）は、フランス、ペイ・ド・ラ・ロワール地域圏、ロワール＝アトランティック県のコミューン。

## 地理

県におけるメスドン＝シュル＝セーヴルの位置

メスドン＝シュル＝セーヴルは、ヴィニョーブル・ナンテ地方に位置する。メーヌ川谷とセーヴル・ナンテーズ川谷の中間にあり、ナントの南東20km、クリソンの西8kmにある。
地質学的には、メスドン＝シュル＝セーヴルは花崗岩質が支配的なテロワールである。地名にもかかわらず、町はメーヌ川と1.5kmしか離れていないのに、セーヴル・ナンテーズ川とは5km離れている。

## 由来
Maisdonは、かつてMaisdon, Maesdon, Maedonium（15世紀）とつづられた。ラテン語名doniumは、『高さ』を意味する。

## 歴史
セーヴル・ナンテーズ川とメーヌ川に挟まれた位置から、コミューンの土地は新石器時代から人が定住していたことを、ここで発見された発掘物である斧、矢が証明している。バンボワール集落近くでは、ガロ＝ローマ時代の墳丘墓跡が見つかっている。
ヴェルトゥ修道院に併合された小修道院は、11世紀に建てられている。メスドンはブルターニュとポワトゥーにまたがる辺境地帯の一部だった。
フランス革命後、この教区はヴァンデ戦争の影響を受けた。1791年、宣誓司祭が到着すると同時に最初の暴動が起きた。宣誓司祭は自分の教区民から追い出された。その後、1793年2月23日、国民公会が決めた国民皆兵法令である30万人募兵令で、地域の他の多くの小教区のようにメスドンは募集に応じなかった。同年3月10日、蜂起が始まった。カトリック王党軍のボンシャン侯爵配下の、リロ・ド・ラ・パトゥイレールが指揮したメスドン師団の存在がある。
革命時代とヴァンデ戦争の後、1794年に地獄部隊によって教会と200軒の住宅が焼かれてしまった。多くの民間人犠牲者が出たことが報告されている。
メスドン＝シュル＝セーヴルでは、いくつかの王党派の蜂起が決行された。1815年の蜂起はイギリス軍が指揮した。1828年と1832年の蜂起は、王位継承者シャンボール伯の母ベリー公爵夫人が主導した。ルイ・フィリップ王を廃位するため西部に人を動員しようとし、公爵夫人はナントで逮捕された。
19世紀は再建の時代だった。教会が修復され、町は徐々に再建されていった。1851年から1852年にかけ、コミューン庁舎と学校が建設された。19世紀終わりには、フィロキセラ流行でワイン生産が荒廃した（19世紀フランスのフィロキセラ禍）。ワイン生産が優勢だったこの町において、困難の時代だった。

## 人口統計
| 1962年 | 1968年 | 1975年 | 1982年 | 1990年 | 1999年 | 2006年 | 2012年 |
| ------ | ------ | ------ | ------ | ------ | ------ | ------ | ------ |
| 1296   | 1284   | 1331   | 1637   | 1985   | 2054   | 2426   | 2809   |

source=1999年までLdh/EHESS/Cassini、2004年以降INSEE

## 経済
メスドン＝シュル＝セーヴルでは現在もブドウ栽培が行われており、生産されるミュスカデはミュスカデ・セーヴル・エ・メーヌとしてAOC登録されている。